# ヒューズ・エアクラフト

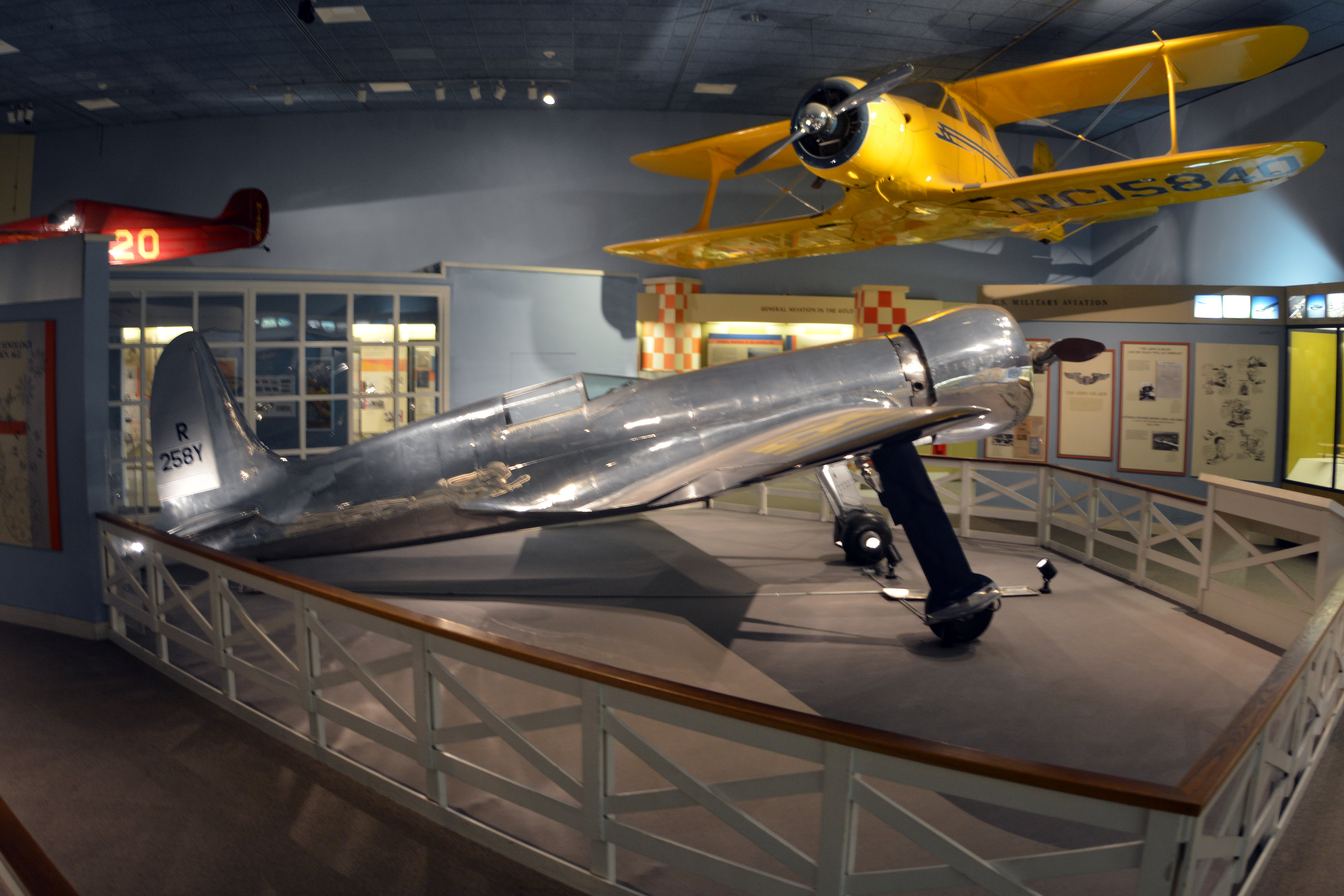
H-1

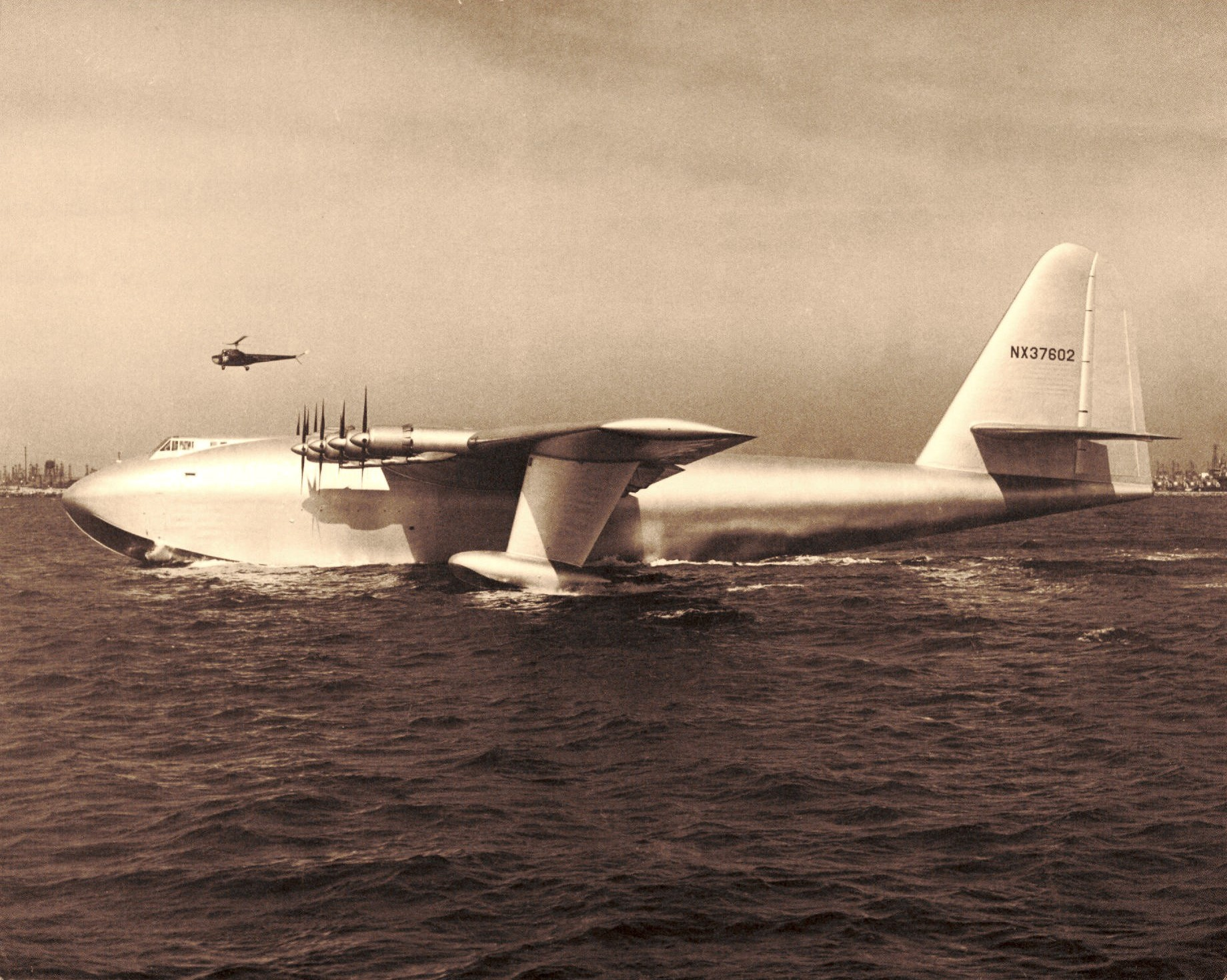
H-4 ハーキュリーズ

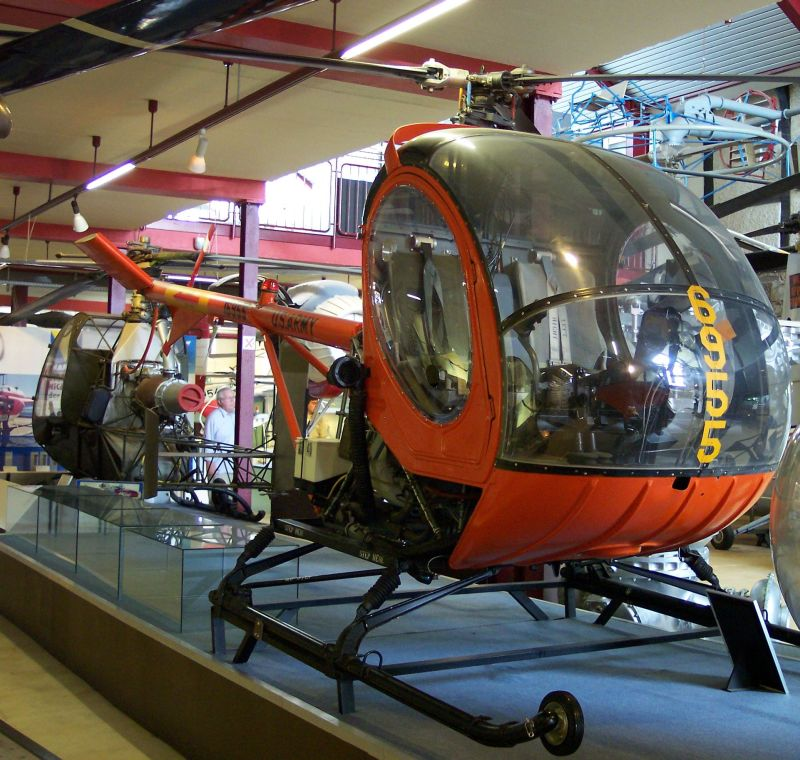
ヒューズ社が陸軍向けに納入し、初めて商業的に成功したモデルTH-55 Osage

ヒューズ・エアクラフトはハワード・ヒューズによって設立された航空機製造会社である。

## 概要
高速偵察機の試験機XF-11やH-4 ハーキュリーズ飛行艇のような突出した性能を備える航空機を開発したが、いずれも試作段階に留まり、本格的な量産は後に参入したヘリコプターまで待たねばならなかった。

### XF-11
XF-11はリパブリック社のXF-12 レインボーと同じ「高速・長距離写真偵察機」と呼ばれる要求仕様に応じて設計された試作機。ヒューズ社初期に制作されたD-2の拡大版であると言われるXF-11の最終的な設計の外観は、第二次世界大戦時のP-38 ライトニングと似たものとなった。首車輪式降着装置、双発、与圧されたコクピットのある中央胴体を持つ双胴の全金属製単葉機であるXF-11は、P-38よりも遥かに大きい全幅と遥かに高いアスペクト比を持っていた。
ハワード・ヒューズが操縦する試作初号機（登録番号：44-70155）は1946年7月7日の初飛行時に墜落した。

### スプルース・グース
ヒューズの飛行機にかける情熱の集大成ともいえるものが、ヒューズ・エアクラフト開発のH-4 ハーキュリーズ飛行艇である（ハーキュリーズはギリシア神話の英雄であるヘラクレスの英語読み）。機体の大部分が木製のため、「スプルース製のガチョウ（スプルース・グース）」とも呼ばれた。1947年の完成当時、この機体は世界最大の航空機であり、現在これよりも大きな翼幅の単胴機は製作されていない（2019年現在。関連: 世界一の一覧）。
当初この飛行艇は、アメリカ軍向けの輸送機として開発されていたのだが、第二次世界大戦の終結により購入契約が破棄された。ヒューズが全力を傾けて作り上げたこの巨大な飛行艇は、わずか1機だけが製造され、完成後はヒューズ自らの手でわずか1回飛行しただけだった。2500万ドル掛かったとされる。その後はカリフォルニア州のロングビーチ港に永らく展示され、現在はオレゴン州マクミンビルにあるエバーグリーン航空博物館に展示されている。

## ヒューズ・ヘリコプターズ
1947年にヒューズ工具会社の一部門であるヒューズ・エアクラフト社の一課として設立され
、ハワード・ヒューズはヒューズ・エアクラフトの業務を飛行機からヘリコプターに移した。1948年、Kellett Aircraft Co. は当時最新のヘリコプターの設計をヒューズに製造のために売った。XH-17 "スカイ クレーン"は1952年10月に完成したが商業的には成功しなかった。1955年にハワード・ヒューズは組織をヒューズヘリコプター部門に改組して軽量ヘリコプターの開発生産に本腰を入れた。1972年にヒューズ・ヘリコプターズに改組され、1984年、ヒューズ・ヘリコプターズはマクドネル・ダグラスに5億ドルで売却され、社名はMDヘリコプターズに変更された。ヒューズとの関係は断たれたが、その後もボーイング、シュワイザー・エアクラフト、MDヘリコプターズに受け継がれていく。

## 宇宙開発
宇宙開発の黎明期から参入して数々の探査機や通信衛星を開発した。